# Eugène d'Hautpoul
Pour les articles homonymes, voir Hautpoul.
Compléments
Royaliste
 (février 2020).
Eugène d'Hautpoul-Seyre est un homme politique français, conseiller municipal de Toulouse,  né le 19 mai 1821 à Toulouse et mort le 23 juin 1875 lors des inondations de Toulouse.

## Famille

Armes de la famille d'Hautpoul

Membre de la famille d'Hautpoul, Pierre-Eugène François d'Hautpoul-Seyre est le fils de Pierre d'Hautpoul-Seyre et de son épouse, Thérèse Royer des Granges. 

## Carrière politique
Royaliste, il devient conseiller municipal de Toulouse dès 1840. Il conserve ce poste pendant une bonne partie de la monarchie de Juillet et s'investit à Toulouse en faveur de la restauration du comte de Chambord après la chute du Second Empire. 

## Décès
Il meurt noyé le 23 juin 1875, lors de la crue de la Garonne alors que volontaire pour porter secours aux sinistrés il est à bord d'une barque qui chavire. Plus de deux mille personnes vinrent lui rendre un dernier hommage pour ses funérailles. Ce sacrifice fit dire de lui : « Il courut au danger sans se préoccuper des dangers qu’il allait courir… ».